# شهرستان هنگشان
شهرستان هنگشان (به لاتین: Hengshan County) یک منطقهٔ مسکونی در چین است که در هنگیانگ واقع شده است.